# Juan Lladró Dolz
Juan Lladró Dolz (Almàssera, 6 de juny de 1926 - ?, 16 de desembre de 2017) fou un empresari i artista valencià, conegut per les seves peces artístiques de ceràmica, així com degà d'honor de la Reial Acadèmia de Cultura Valenciana. Amb els seus germans José i Vicente crearen Lladró, una de les empreses ceràmiques més importants d'Espanya. El seu nom figurà a la llista Forbes.

## Biografia
Era fill dels agricultors Juan Lladró Cortina i Rosa Dolz Pastor. Després d'estudiar en 1940 a l'Escola d'Arts i Oficis de Sant Carles, a València, on Juan i José van estudiar dibuix, pintura i composició decorativa, mentre que Vicente es va dedicar a l'escultura, va treballar com a aprenent en l'empresa Víctor de Nalda, d'Almàssera. En aquesta fàbrica, Lladró i els seus germans van aprendre i van desenvolupar els seus dots com a escultors.
En 1951 va fundar amb els seus germans José i Vicente un taller de ceràmica en la seva localitat natal que seria l'origen de Ceràmiques Lladró. Alguns dels seus treballs d'aquella època poden veure's en l'actualitat al Museu Lladró de Nova York.

### Inici de l'empresa familiar
Els germans Lladró van començar a crear les seves pròpies escultures en un petit forn construït al pati de la casa paterna. Després dels seus primers experiments com plats decorats, pintures sobre taulells i algun gerro, aviat van aconseguir els primers encàrrecs per a grans empreses com senzilles flors de ceràmica. Aquesta activitat no va trigar a fer-se incompatible amb el treball a la fàbrica, que finalment van haver d'abandonar-la.
En la dècada dels 50, van aconseguir reunir els diners necessaris per crear el seu propi negoci. Així va ser com els germans Lladró van forjar, en 1953, la que es convertiria en una empresa de renom i de vocació universal. Amb el temps, aquell petit negoci d'escultures clàssiques es convertiria en un entramat d'empreses d'activitat diversificada, amb negocis immobiliaris i agraris, i fins a complements de pell. Tanmateix, l'empresa que fabrica les porcellanes, en un procés enterament artesanal, continuaria sent el vaixell almirall de Lladró a la Ciutat de la Porcellana, un complex aixecat als afores de València. Els tres germans van començar a viatjar i a visitar fires nacionals i internacionals del sector per vendre les seves figures. L'estil de Lladró, sempre naturalista, ha evolucionat des del clàssic fins al qual incorpora cert neoromanticisme sentimental.
En 1959, l'empresa es va traslladar a una nau de la població veïna de Tavernes Blanques, perquè la demanda havia superat les expectatives.

### La marca Lladró surt al mercat internacional
En els anys seixanta l'empresa va iniciar la seva expansió pel territori nacional i va posar la primera baula d'una cadena de tendes a l'estranger amb la seva implantació als Estats Units.
En 1962 s'inaugura l'Escola de Formació Professional, situada a la mateixa fàbrica de Tavernes Blanques on es comencen a impartir matèries directament relacionades amb el procés de creació de la porcellana (dibuix, pintura, escultura, història de l'art, etc). En 1965 les escultures de Lladró comencen a introduir-se en mercats exteriors, principalment l'estatunidenc.
El 2 de novembre de 1967, es va culminar la construcció de la Ciutat de la Porcellana que va ser planificada amb la idea de crear les millors condicions per desenvolupar una labor artística combinada amb l'esport i l'oci. Així en 1968 a manera de precursora de noves i futures estratègies de diversificació es crea "Nao" com a segona marca de figures de porcellana orientada a un públic més jove i informal. En 1969 el llavors ministre d'Indústria Gregorio López-Bravo de Castro, inaugura les primeres instal·lacions de la Ciutat de la Porcellana. Espais lliures, jardins, zones esportives per practicar la natació, futbol o tennis, zones d'oci oberts tot l'any a la disposició de les famílies dels treballadors per gaudir del complex i així crear un clima més favorable entre tots els que participaven en el projecte. Fins llavors fabricaven i decoraven peces de pisa, però aviat van decidir experimentar amb altres materials i un altre tipus de dissenys.
En 1970 es va incorporar la línia Gres, amb la imatge d'una noia llegint. La peculiar lluminositat d'aquest material va fascinar a la clientela i als crítics, i a l'any següent va sorgir la línia dels gerros, un excel·lent mitjà d'expressió per als pintors de l'empresa. En 1973 els Lladró ja disposaven de prou capital per adquirir el 50% de la Weil Ceramics & Glass, amb la que van afermar la seva presència al mercat estatunidenc. En 1974 van llançar les primeres escultures de la col·lecció Elite i van començar a aplicar l'emblemàtic blau brillant mitjançant una petita calca col·locada a la base de cada peça abans de pintar-la.
En 1984, el relleu generacional al capdavant de la companyia s'incorpora al Consell d'Administració de l'empresa, Rosa filla de Juan Lladró, Mari Carmen, filla de José Lladró i Juan Vicente fill de Vicente Lladró. En 1985 va néixer la Societat de Col·leccionistes, que reuneix a més de cent mil clients fixos amants de les porcellanes Lladró i que gaudeixen de certs avantatges a l'hora d'adquirir productes de tiratge limitat.
El 18 de setembre de 1988 es va inaugurar el Museu i Galeria Lladró de Nova York, al carrer 57 de Manhattan i, amb la fundació de Lladró USA i Ordal Austràlia es va consolidar l'expansió de l'empresa als Estats Units i Austràlia. En gener de 1986 signaren l'acord per a la formació d'una empresa conjunta (joint venture) amb el grup Mitsui, fins a aquell moment distribuïdor de les porcellanes Lladró al Japó. Com a conseqüència d'aquesta aliança es creà la filial Bussan Lladró a Tòquio.
Els germans Lladró obriren filials a altres llocs d'Espanya i als Estats Units, Canadà, Alemanya, Bèlgica, Itàlia, Regne Unit, Japó, Hong Kong, Singapur i Austràlia.
En 2007, la família Lladró va decidir trencar la societat. Les tres branques de la família, que es repartien l'empresa al 33%, van aconseguir un acord societari pel qual Juan Lladró i les seves quatre filles controlarien la divisió històrica de la companyia, Lladró Comercial, societat que agrupa tant el negoci de la porcellana, amb les seves marques, Lladró i Nao, com el de joieria, amb Carrera i Carrera.

### De les vendes als museus
El 18 de setembre de 1988 s'inaugurà el Museu i Galeria Lladró de Nova York, en un edifici restaurat que conservà tot l'encant urbanístic dels anys vint situat al carrer 57 de Manhattan. Es fundaren les filials Lladró United Kingdom, Lladró USA i Ordal Austràlia.
El renom adquirit per les escultures Lladró va propiciar que en 1991 fos exposada una selecció seva en l'exclusiu Museu de l'Ermitage, a Sant Petersburg. Des de llavors, dues peces formen part de la col·lecció permanent d'aquest emblemàtic museu: Carrossa segle xviii i El Quixot. En 1992, Lladró estogué present en el Pavelló de València de l'Exposició Universal Expo 92, a Sevilla.
"Luz de América", s'exposà en el Museu d'Art Modern de Santo Domingo (República Dominicana). La mostra monogràfica "Lladró de prop" inclou vint-i-cinc peces emblemàtiques. Des de llavors, "Luz de América", creada amb el motiu del V centenari del Descobriment d'Amèrica i donada per Lladró, ocupa un espai privilegiat a la sala principal del museu.
En 1995 s'inaugura el Centre Lladró en Madrid. Amb tal motiu, s'instal·la una exposició especial que reuneix al voltant de mig centenar d'obres inspirades a la ciutat de Madrid; el 26 de març de 1997, el Centre Lladró de Beverly Hills, un edifici de grans dimensions obra comuna de Juan Vicente Lladró Roig, Rafael Tamarit Pitarch i l'arquitecte estatunidenc Ki Suh Park, i en 1999, el Centre Lladró a Las Vegas. Amb la col·lecció Inspiration Millennium es va donar la benvinguda al tercer mil·lenni i es va inaugurar un altre Centre Lladró en Sydney. En 2001 va néixer Lladró Privilege, un programa de fidelització de clients.

## Trajectòria empresarial
A més del seu treball en l'empresa Lladró, fou conseller i fundador d'Antena 3, conseller del Banco Hispano Americano, del Banco Central Hispano entre 1986 i 1994, de Tabacalera SA des de març de 1998, conseller del Banc de Múrcia i Vicepresident del Banc de València, entre altres càrrecs empresarials.
També és destacable el seu treball a la Cambra de Comerç, Indústria i Navegació de València on va ser vicepresident en 1998.
Juan Lladró fou membre fundador de la Fundació per la Investigació i Formació en Oncologia.

## Premis i distincions
- En 1972 se li va concedir la Medalla de Plata del Mèrit al Treball,
- En 1992 va ser guardonat amb la distinció d'Empresari de l'Any de la Comunitat Valenciana.
- En 1993 rebe el Premi Príncep Felip a l'Excel·lència Empresarial, en l'apartat Internacionalització.
- En 1994 rebé el Premi a la Millor empresa espanyola.
- En 1997 novament rebé el Premi Príncep Felipe a l'Excel·lència Empresarial en l'apartat Capacitat per Competir.
- En 1997 se li va atorgar la Comanda de nombre de l'Orde del Mèrit Civil
- En 2002 rebé per tercera vegada el Premi Príncep Felip a l'Excel·lència Empresarial, en aquesta ocasió en la categoria Gestió de la Marca Renombrada.
- Comanador de la Reial Orde de Cavallers de Santa Maria del Puig
- Patró Electe del Consolat del Mar de la Llotja de València.
- En 2005 se li va lliurar la Medalla d'Honor de la Universitat Cardenal Herrera-CEU.